# Universidad Rey Juan Carlos
Universidad Rey Juan Carlos är ett spanskt offentligt forskningsuniversitet som ligger i södra delen av den autonoma regionen Madrid och har fyra campus vid Móstoles, Alcorcón, Vicálvaro och Fuenlabrada. 
Den är uppkallad efter Juan Carlos I av Spanien och grundades 1996 samt har det latinska mottot Non nova, sed nove ("Inte nya saker, men på ett nytt sätt").